# ザ・ウォールド・オフ・ホテル
ザ・ウォールド・オフ・ホテル（英: The Walled Off Hotel）は、パレスチナのヨルダン川西岸地区ベツレヘムにある宿泊施設である。「全ての客室からパレスチナ人抑圧の象徴である分離壁が見える」ため、『世界一眺めの悪いホテル』といううたい文句でも知られている。

## 概要
ベツレヘム市を囲む分離壁に面して建っているホテルであり、2017年3月20日に開業した。2005年頃から分離壁に風刺画を描き、分離壁を芸術の場へと変えた、イギリスの覆面グラフィティアーティストのバンクシーが出資し、地元ビジネスマン兼支配人のウィサム・サルサーと開いた。元々は陶器製作所であり、改装工事中は何の施設になるかは公表されなかった。
ホテルの開業にともない、バンクシーはパレスチナ問題に関する人々全てを歓迎するという声明を発表し、ウィサムはパレスチナの人々に、暴力に訴えずとも芸術によって世界中の人々に声を伝えられると示せたということを語っている。

## 特徴
分離壁までわずか4メートルの位置にあるため、客室に直射日光が入るのは1日わずか25分である。どの部屋からも分離壁とイスラエル軍の監視塔を見ることができる。部屋によっては壁の向こうの、国際法下では違法な、イスラエルの入植地を見ることができる。値段は30ドルから965ドルの「プレジデンシャル・スイート」まである。
中にはバンクシーの作品が多数飾られ、ディストピア・コロニアル調、またはデカダン・コロニアル調と評されている。ロビーの壁には監視カメラやパチンコなどが飾られ、クラシカルな煙に巻かれた男性の胸像や、ガスマスクで顔を覆った天使の像などが置かれている。バルフォア宣言にサインするアーサー・バルフォアの動く人形もあり、ボタンを押すと再現が始まる。
部屋の内装には、イスラエル兵とパレスチナ人が枕を振り回して戦っていて羽毛が飛び散っている絵が描かれたバンクシーの作品や、プレジデンシャル・スイートのチーターの絵の前のシマウマ模様のソファーのクッションからは、内臓が出た蛇が飛び出ていたりする。またプレジデンシャル・スイートのジャグジーのお湯は、パレスチナ人の家の屋上にあるような給水タンクから漏れるように供される。
20ドル払えば、分離壁に政治的ステンシルをスプレーすることができる。

## 施設
館内には、パレスチナ人作家の作品を集めた、ベツレヘム初のギャラリーであるギャラリーや、エセックス大学のギャビン・グリンドン教授が協力した、地域の歴史や分離壁について解説した小博物館がある。また、イギリスが初めてパレスチナに手をつけた1917年をイメージしたピアノバーと、分離壁に付いてこれまでに書かれた本をすべて集めた本屋もある。
付設のウォールマート（WallMart）ではステンシル用品に加え貸しハシゴも提供している。

## 一時閉鎖
2023年10月7日にパレスチナ領域の飛び地であるガザ地区を支配するハマスがイスラエル南部を襲撃するとともにイスラエル領内に数千発のロケット弾を撃ち込み、イスラエルが国防軍によるガザへの地上進軍を示唆し緊張が高まる同年10月12日に、ザ・ウォールド・オフ・ホテルは、「地域の大規模な出来事」のため一時閉鎖し、予約も当分受けつけない事を発表した。ザ・ウォールド・オフ・ホテル自体はガザ地区でなく、ヨルダン西岸地区に位置しているが、10月7日以降に同地区内のイスラエルによる急襲が急増した。

## ギャラリー

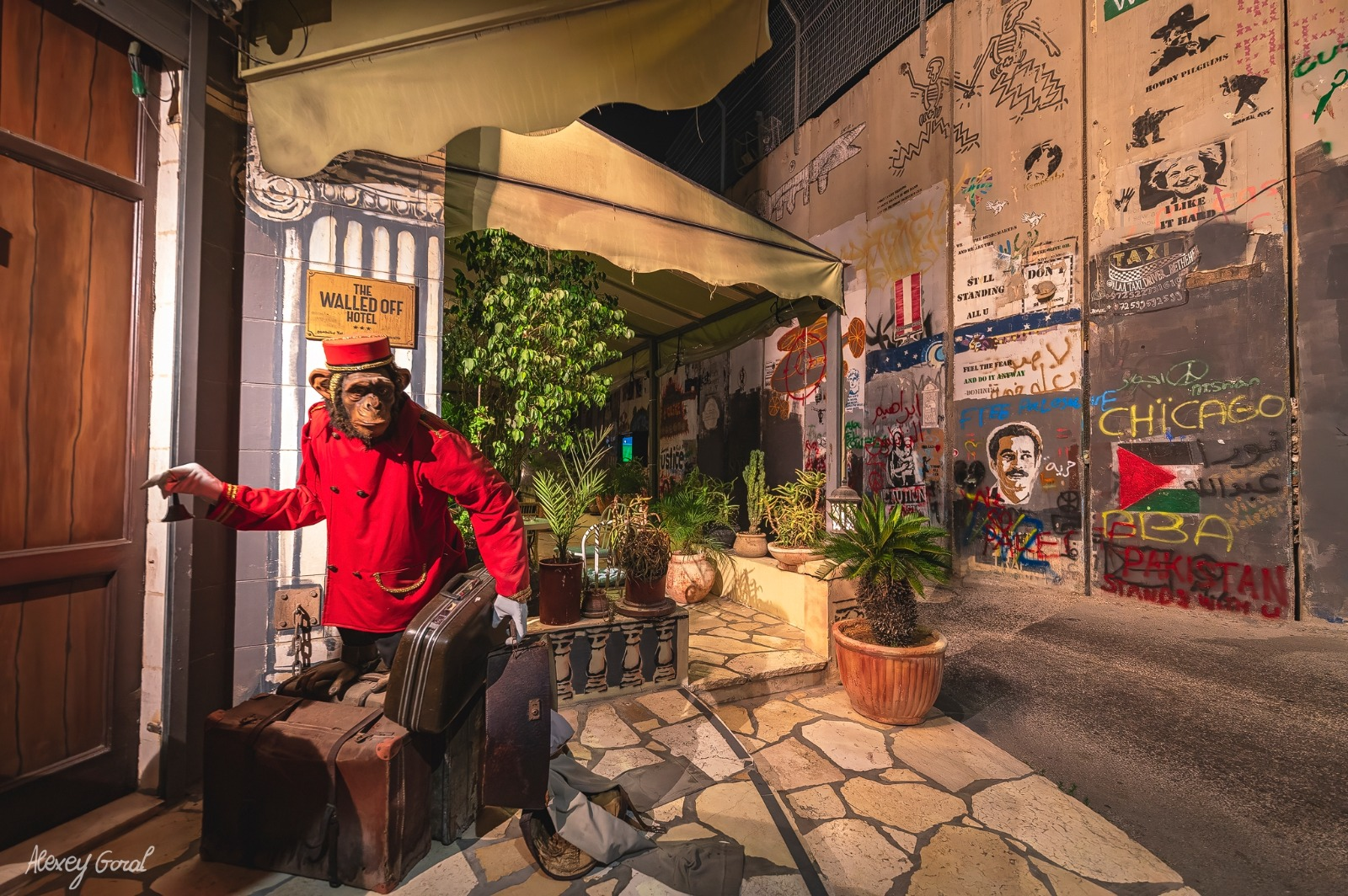
目の前に分離壁が立ちはだかるホテルの入り口
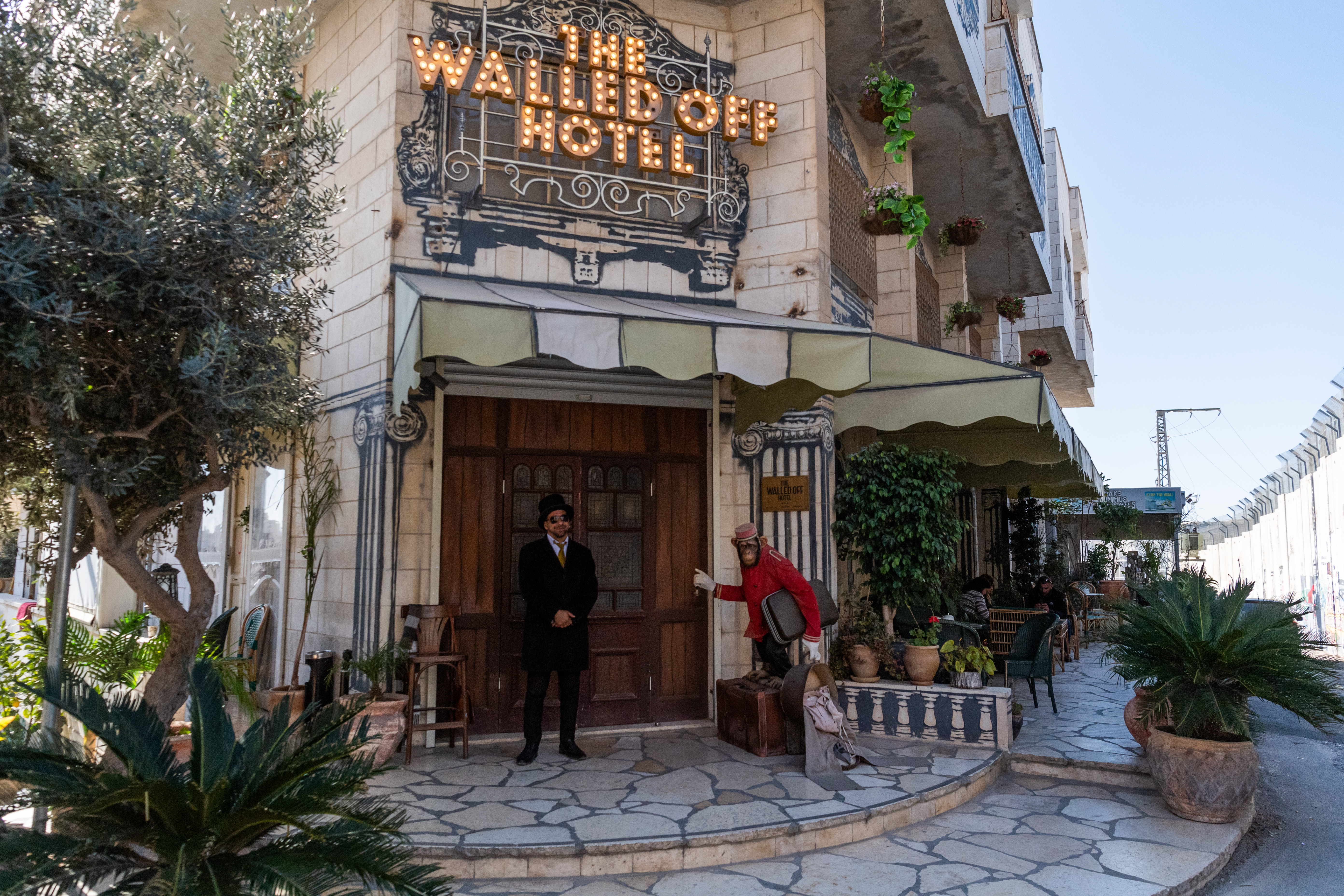
ホテル入り口とドアマン
コロニアル調の内装に、被占領パレスチナの分離壁に穴を開ける女の子を描いたバンクシーの作品が飾られたホテル・ラウンジ
ピアノが置かれたホテルのラウンジ
『フラワー・スローワー（英語版）』などが飾られたホテル・ラウンジと小博物館の入り口
汚職にまみれた権力者に最適な『プレジデンシャル・スイート』
ホテルの前の分離壁。
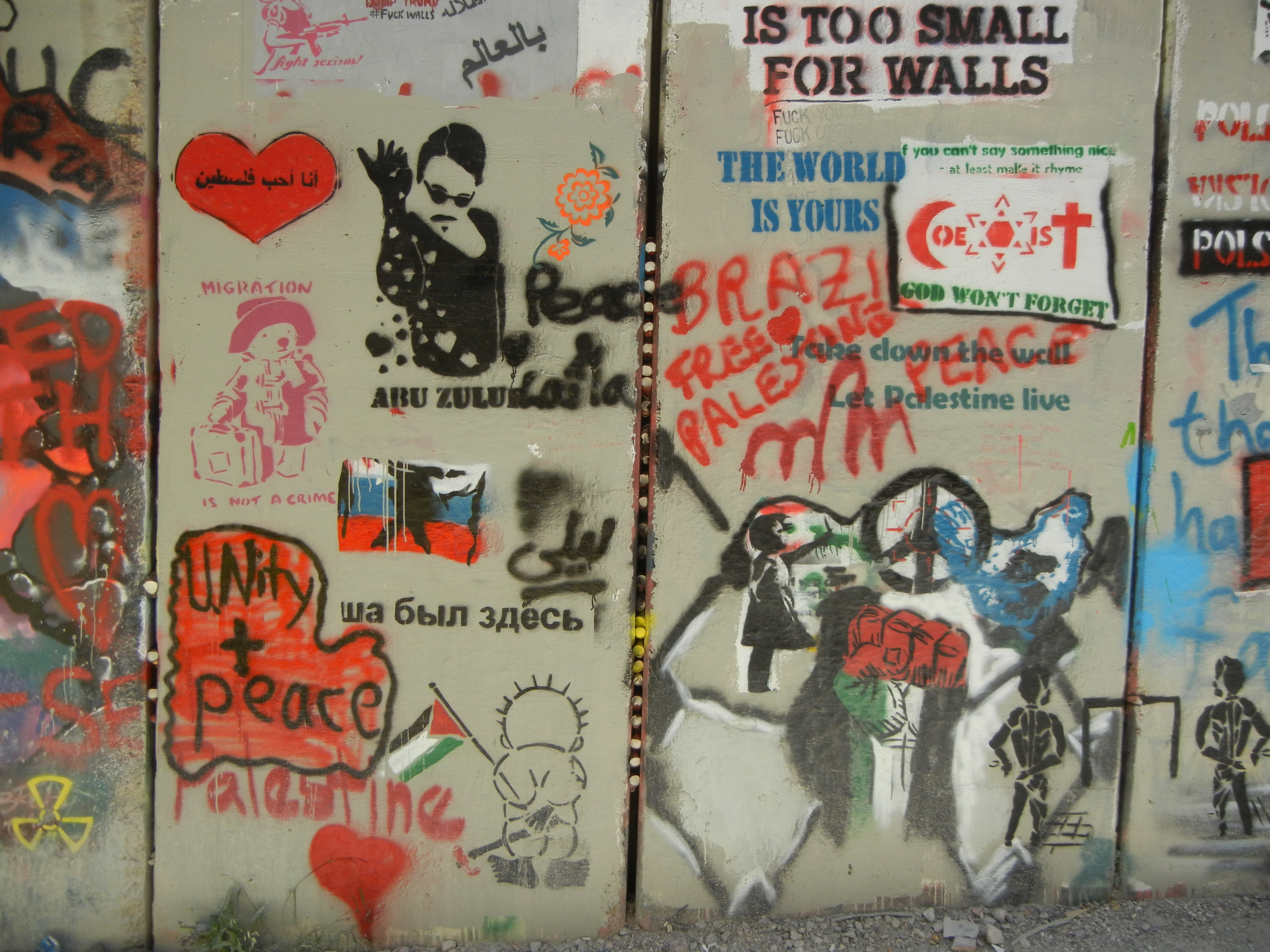
ホテルの前の分離壁。
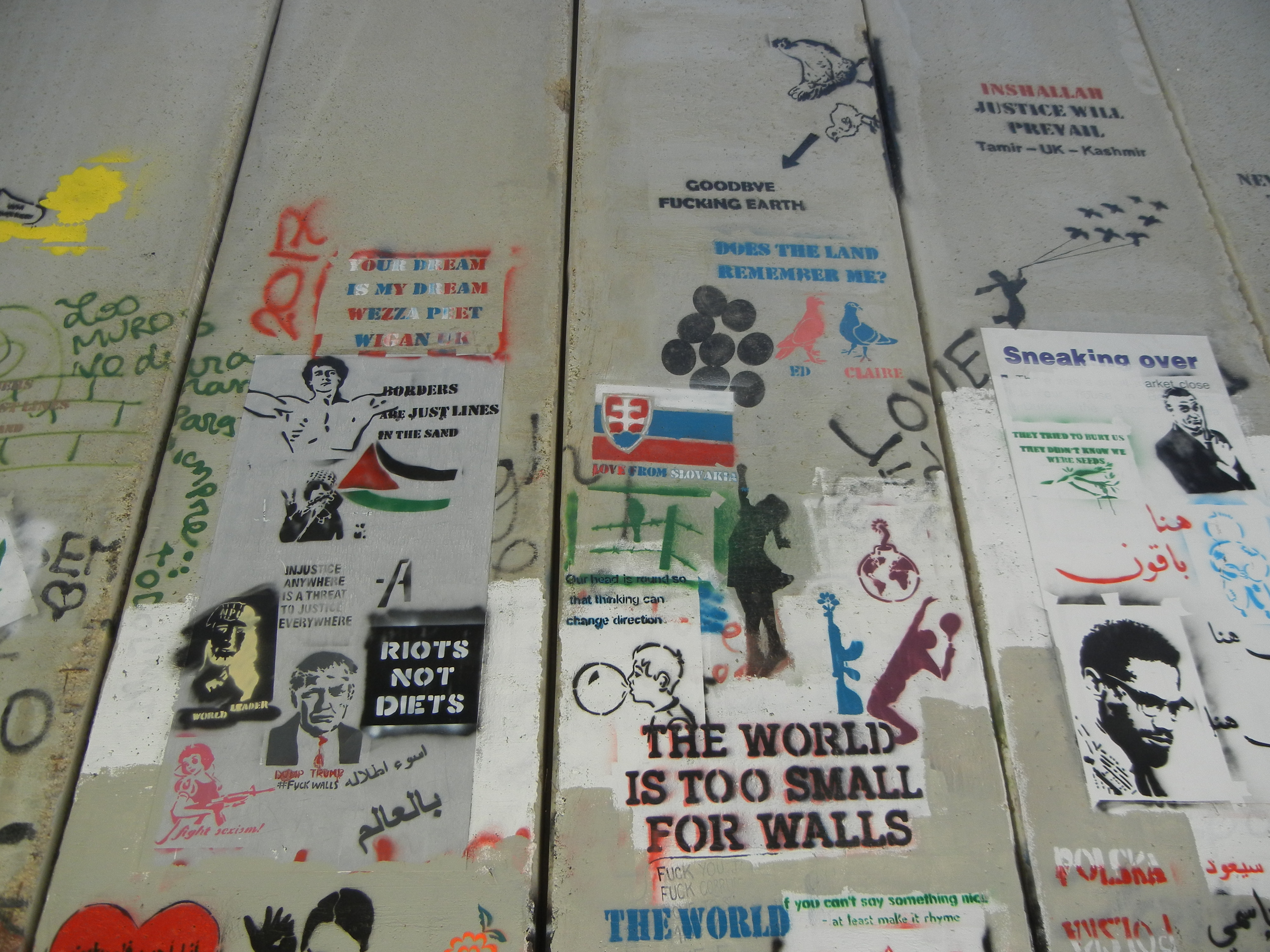
ホテルの前の分離壁。